# افرای لیپو
افرای لیپو (نام علمی: Acer leipoense) نام یک گونه از سرده افرا است.